# 李紀恒
李 紀恒（り きこう、1957年1月 - ）は、中華人民共和国の政治家。広西チワン族自治区貴県出身。広西大学・中国社会科学院卒業。元中国共産党雲南省委員会書記および雲南省人民代表大会常務委員会主任。現職は全国人民代表大会農業与農村委員会副主任委員。元中華人民共和国民政部部長・党組書記。中国共産党第15、16、17期中央候補委員、第18、19期中央委員。第8回、11回、12回全国人大代表。

## 略歴
1957年1月、広西チワン族自治区貴県で生まれる。1976年10月、中国共産党に入党。1976年11月に広西大学中文系に入学し、1979年8月に卒業。卒業後は広西チワン族自治区貴県県委副書記、平南県委書記、桂平県委書記、河池地委書記、玉林地委書記、南寧市委書記を歴任した。2006年7月から2014年10月、中国共産党雲南省委員会副書記に就任。2014年10月に中国共産党雲南省委員会書記昇進。2006年7月に雲南省に移動し同年まで雲南省人民政府省長や党雲南省委員会副書記を歴任する。2014年10月から中国共産党雲南省委員会書記に就任し、2015年1月から雲南省人民代表大会常務委員会主任を兼任する。2016年8月、中国共産党内モンゴル自治区書記に就任。2019年10月26日、中央に移り、中華人民共和国民政部部長に任命される。2022年2月28日、全国人民代表大会農業与農村委員会副主任委員に就任。